# Узроци Другог светског рата
Око свих узрока Другог светског рата још увек постоје спорови, али данас постоји готово апсолутни консензус историчара и јавности да је главни узрочник Другог светског рата био немачки нацизам. Ова идеологија укључивала је реваншизам за пораз у Првом светском рату, одбацивање демократије, расизам, милитаризам и експанзионизам. Уз нацистичку Немачку сврстали су се сродни милитаристички и националистички режими у Италији и Јапану, склопивши такозвани Антикоминтерна пакт 1936, а затим Тројни пакт 1940. Овај савез склопљен је са намером успостављања светске доминације, те далекосежног и радикалног преуређења светског поретка. Овом пакту приступиле су и друге мање земље.
Силе Тројног пакта водиле су кампању против демократије и против комунизма, и агресивним актима нарушавале мир у свету. Остале велике силе у почетку биле су попустљиве услед неспремности за рат и несхватања домета и размера наци-фашистичког милитаризма. Ово је међутим довело само до нових експанзионистичких захтева сила Осовине и локалних ратова. Француска и Уједињено Краљевство схватиле су немачку агресију на Пољску 1. септембра 1939. као casus beli и ушле у рат против Немачке. Напад на Пољску сматра се непосредним узроком избијања Другог светског рата. До краја 1941. у рат су увучене све велике силе и већина осталих земаља.

## Свет пре рата
Избијање Другог светског рата био је процес који је трајао скоро читаву једну деценију, и коме је главни катализатор била Велика економска криза, која је почела у САД у октобру 1929. године. Она се манифестовала кроз глобални раст незапослености и сиромаштва, које је масе становништва у многим земљама окренуло екстремним идеологијама, левим и десним, а у многим државама доводило и до међуетничких напетости, поготово у Источној Европи где је дошло до наглог пораста антисемитизма. У многим државама, поготово оним које су заостајале за Британијом и Француском, криза је довела до уверења како версајски поредак представља кочницу њиховог економског развоја и да се он мора изменити, ако је потребно и оружаном силом, односно освајањем нових територија. Британија и Француска, главни заговорници политике глобалног разоружања, су такође били снажно погођени кризом која је спречила њихово поновно наоружавање.
Прва манифестација тог процеса догодила се у Јапану, који је, као земља без властитих извора многих важних ресурса, био снажно погођен економском кризом. Као последица тога, у јапанским владајућим круговима је почео да буја милитаризам, односно уверење да Јапан може да осигура просперитет једино на рачун земаља на азијском копну, односно на рачун европских колонијалних поседа. Године 1931. Јапанци су извели инвазију кинеске провинције Манџурије и у њој успоставили марионетску власт на челу с бившим кинеским царем Пу Јием. Многи јапански, а и други, историчари сматрају управо тај догађај стварним почетком Другог светског рата. Западне силе, исцрпљене и презаокупљене економском кризом, на њега нису реаговале и тако су створиле преседан који ће користити друге државе.
У немачкој Вајмарској републици је економска криза изазвала рекордну незапосленост и нагло сиромашење, продубила свеопште незадовољство одредбама Версајског мира који се сматрао неправедним и изазвала политичку нестабилност и трајну кризу коју постојећи демократски поредак није био у стању да реши. Почетком 1933. је, обећавајући решење тих проблема, на власт дошла Националсоцијалистичка партија Адолфа Хитлера и успоставила фашистички режим. Темељ нацистичке идеологије представљала је расистичка замисао о ширењу немачког животног простора (лебенсраум) на исток, на рачун словенских народа. На краћи рок се та идеологија манифестовала као прокламовани циљ окупљања свих земаља где живи немачка мањина у јединствену државу - Велику Немачку. Нацистичка влада је постепено једнострано одбацила одредбе версајског уговора и започела с поновним наоружавањем у сврху постизања тих циљева оружаним путем.
Италија, у којој је од 1922. године на власти био фашистички режим Бенита Мусолинија, такође је била битно погођена великом економском кризом, која је показала недостатак властитих ресурса. Мусолини је дошао до закључка да ће ти проблеми бити решени ширењем Италије на Балкан, Медитеран и Блиски исток, што је било прокламовано као службена политика под геслом обнове Римског царства. Та политика је довела Италију у директан сукоб са бившим савезницима Британијом и Француском, и приближила је Хитлеровој Немачкој. Као прва озбиљнија манифестација те политике се показао Абисинијски рат, на који су западне силе реаговале тек млаким економским санкцијама, дајући још један пример невољности да се на изазов версајском поретку супротставе икаквом озбиљнијом акцијом.
У то време је СССР под влашћу Стаљина био углавном нетакнут економском кризом, али и презаокупљен унутрашњим проблемима, првенствено колективизацијом земље - која је довела до масовне глади и великих демографских губитака - и индустријализацијом, која је пак СССР учинила великом силом и у рекордно кратком року створила услове за трансформацију Црвене армије у велику и модерну оружану силу. СССР је након деценија дипломатске изолације настојао да побољша односе са западним силама, страхујући да би се на темељу искустава грађанског рата могла створити велика коалиција са циљем његовог уништења. СССР је настојао да страх западних држава од ширења бољшевизма на запад умањи представљајући се као природни идеолошки савезник у борби против фашистичких држава. У ту сврху је преко Комунистичке интернационале промовисана политика Народног фронта, која је за последицу имала стварање леве владе у Француској, али и избијање грађанског рата у Шпанији.
Шпански грађански рат, као и рат који је године 1937. избио између Јапана и Кине, тзв. Други кинеско-јапански рат, јасно је демонстрирао како су Немачка, Италија, Јапан, а делимично и СССР, битно побољшали сопствену ратну технологију, односно стекли предност у односу на западне силе. То је довело до постепене промене пацифизмом вођене политике у Британији и Француској - започело је поновно наоружавање, а дипломатско удовољавање немачким и италијанским захтевима је добило сврху добијања времена за неизбежни оружани обрачун, уместо спречавања рата као таквог.

## Узроци
С обзиром на његову сложеност као и идеолошке и другим поделе које је изазвао и које дан-данас трају, о узроцима Другог светског рата постоји далеко мањи историчарски консензус него о узроцима других оружаних сукоба у 20. веку.
Ипак се може рећи да је велики део узрока Другог светског рата има корен у узроцима Првог светског рата.
Немачка, Италија и Јапан су се у 19. веку релативно касно профилисале као модерне индустријске државе, и тако су битно заостајале у стварању колонијалних царстава у односу на Велику Британију и Француску. Немачка је у Првом светском рату поражена, и на темељу Версајског мировног уговора остала без колонија и тако доведена у још инфериорнији положај. Италија и Јапан, иако на победничкој страни, били су битно разочарани ратним пленом.
Национализам, који је представљао доминантну идеологију Европе 19. века, појачао је свој утицај у Источној Европи где су на рушевинама три стара царства - Османског, Аустроугарског и Руског - по прокламованом принципу права на самоопредељење формиране националне државе. У већини случајева се границе нових држава нису поклапале с етничким границама, што је било сталан извор иредентизма и напетости, док су неке новостворене државе - Краљевина Срба, Хрвата и Словенаца, Чехословачка и, делимично, Пољска - по саставу биле вишеетничке и оптерећене унутрашњим напетостима које су се накнадно одржавале на међународној сцени. Национализам се такође проширио и на Азију, поготово поседе европских колонијалних сила чији су поданици свој положај почели да сматрају издајом версајских принципа. Национализам се исказивао и као расизам, који је имао важну улогу у погоршању односа Јапана и САД.
Трећи фактор, који се искристалисао тек након завршетка Првог светског рата, био је слом предратног економског поретка утемељеног на слободној трговини. Већина држава се након рата окренула протекционизму и аутархији, што је било плодно тле како за међусобне сукобе, тако и за економску нестабилност која ће се одразити у Великој економској кризи.
Нови фактор представљала је и појава двеју идеологија - фашизма и комунизма -које су, свака на свој начин, представљале радикалну алтернативу послератном светском поретку и чије се међусобно супарништво одражавало и на међународну политику.
Избијање рата такође је поспешио и дубоки културни и психолошки шок изазван опсегом и последицама Првог светског рата. Многе државе, поготово оне које су се сматрале победницама, настојале су да понављање тако трауматичног искуства избегну инсистирањем на дипломатији као једином средству решавања међународних спорова, док је у јавности тих земаља доминирао пацифизам и тежња за нереаговањем на провокације које би могле да изазову нови глобални сукоб.

## Судетска криза и избијање рата
Хитлерова Немачка је прву директну акцију кршења версајског поретка предузела 1936. углавном симболичким гестом слања Вермахтa на леву обалу Рајне, која је претходних година била демилитаризована. Недостатак било какве реакције на ту провокацију је нацисте уверио како ће и убудуће моћи да предузму сличне кораке.
Након што је 1937. између Немачке, Италије и Јапана потписан тзв. Антикоминтернски пакт - претеча будућег Тројног пакта - Немачка је 1938. предузела насилну анексију, тзв. Аншлус Аустрије. Хитлеров режим је тај потез оправдавао спровођењем начела о праву на самоопредељење, односно чињеницом да су многи Аустријанци себе сматрали делом немачке нације од које су одвојени вештачком границом.
Хитлер је сличан изговор одлучио да примени на Судете - област Чехословачке где су Немци чинили већину. Чехословачка влада је била спремна да се покушају мењања граница одупре оружаним путем, рачунајући на свој статус верне француске савезнице. Међутим, британска влада је држала да још није у потпуности спремна за рат па је наговорила Француску да заједно с њом 30. септембра 1938. склопи Минхенски споразум којим је Немачкој признато право на Судете. Остављена на цедилу, чехословачка влада је подлегла немачком ултиматуму. Док је део светске јавности овим догађајима био шокиран и разочаран, велики део западне јавности их је сматрао исправљањем версајских неправди и искоришћеном приликом за постизање трајног мира у свету.
Те наде су се врло брзо изјаловиле, када су мађарска и пољска влада искористиле Хитлеров преседан како би и оне тражиле и на крају добиле чехословачку територију. До пролећа 1939. ауторитет владе у Прагу је био тако уздрман да се у Словачкој, на немачки подстицај, развио сепаратистички покрет. Користећи то као изговор, немачке снаге су у пролеће 1939. окупирале Чешку и успоставиле протекторат у саставу Рајха, док је Словачка успостављена као сателитска држава.
Комадање Чехословачке представљало је шок и понижење за западне силе које су на гажење споразума реаговале гаранцијом независности и територијалног интегритета Пољске и Румуније - држава за које се држало да ће представљати следеће мете немачког, односно мађарског ширења. У међувремену је, користећи Хитлеров пример, Мусолинијева Италија извршила инвазију и без борбе успоставила власт у Албанији.
Хитлер није био импресиониран тим гаранцијама те је као следећу мету немачке територијалне експанзије одабрао Данциг - луку на Балтичком мору под управом Друштва народа коју су и Немци и Пољаци својатали, али у којој су Немци имали већину становништва. Но, овога пута су Пољаци, за разлику од Чехословака, иза себе имали формалне западне гаранције и били су спремни на оружани отпор. Немачкој влади је постало јасно да се криза у немачку корист не може решити другачије него оружаном инвазијом, за коју је планирање отпочело већ у пролеће.
Хитлер је био уверен како ће западне силе на крају Пољску ипак оставити на цедилу исто као што су оставиле и Чехословачку. Томе је у прилог ишао дебакл преговора о евентуалној војној сарадњи који су се у то време водили у Москви између англо-француских и совјетских представника.
На крају се Стаљин одлучио да купи време за припреме за рат тако што је прихватио Хитлерову понуду за споразум о подели интересних сфера у Источној Европи. Потписивањем пакта Рибентроп-Молотов 25. августа 1939. Немачка се осигурала од евентуалне совјетске интервенције у пољску корист, односно евентуалног ратовања на два фронта. Након исценираног пољског напада на радио-станицу у Глајвицу, немачке оружане снаге су 1. септембра 1939. отпочеле напад на Пољску, чиме је у Европи почео Други светски рат.